# Сумароків Павло Федорович
Сумароків Павло Федорович (нар. 30 травня 1893 р. — 19 травня 1975 р.) — військовий та громадський діяч; старшина полку Чорних запорожців, командир 6-ї роти 30-го полку дивізії «Галичина»; військові звання — поручник російської армії, підполковник Армії УНР.

## Життєпис
Сумароків Павло Федорович народився 30 травня 1893 року.
Закінчив Київське військове училище.
Учасник Першої світової війни. За хоробрість, нагороджений усіма орденами до Святого Володимира IV ступеня з мечами та биндою. Крім того, 1917-го він здобув відзнаку святого Георгія IV ступеня з Лавровою гілкою — нагороду за хоробрість, яку офіцери отримували виключно за рішенням солдатських рад. Останнє звання у російській армії — поручник.
Під час Визвольних змагань 1917—1921 років, поручник Сумароков бився з більшовиками у складі легендарного полку Чорних запорожців. Учасник Першого Зимового походу. У 1921 році, в складі 4-го Київського кінного полку брав участь у Другому зимовому поході Повстанської армії УНР. Був командиром розвідувального відділу Подільської повстанської групи.
Жив на еміграції у Польщі. Улітку 1943 року вступив до лав добровольчої дивізії «Галичина» і брав участь у бою під Бродами. Командир 6-ї роти 30-го полку дивізії «Галичина». З 1945 року жив на еміграції у Німеччині.
Лицар Залізного хреста та Хреста Симона Петлюри. Автор спогадів про Другий зимовий похід та 1-шу Українську дивізію. Помер 19 травня 1975 р.